# TaqMan
Las sondas TaqMan son sondas de hidrólisis diseñadas para incrementar la especificidad de la PCR cuantitativa. El método fue descrito por primera vez en 1991 por investigadores de Cetus Corporation, y la tecnología fue desarrollada posteriormente por Roche Molecular Diagnostics para pruebas diagnósticas y por Applied Biosystems para aplicaciones en el ámbito de la investigación.
La sonda TaqMan se basa en la actividad exonucleasa 5'-3 'de la Taq polimerasa para escindir una sonda marcada ya hibridada a la secuencia diana. Esta escisión de la sonda permite la emisión de fluorescencia, que, al igual que en otros métodos de PCR cuantitativa, permite obtener una medida cuantitativa de la acumulación del producto durante los ciclos de Reacción en cadena de la polimerasa (PCR). La gran ventaja de la sonda TaqMan es que aumenta significativamente la especificidad de la detección.
Por lo tanto, la fluorescencia detectada en el termociclador de la PCR cuantitativa es directamente proporcional a la del fluoróforo liberado y la cantidad de ADN molde presente en la PCR. Se trata de un método específico cuyo objetivo es la cuantificación de la expresión de genes.

## Principios
La sonda TaqMan está formada por un fluoróforo unido covalentemente al extremo 5 'de un oligonucleótido, y un desactivador de fluorescencia (quencher) en el extremo 3' 
 (Figura 1).
Para este método se pueden utilizar distintos fluoróforos (ej: 6-carboxifluoresceína, tetraclorofluoresceína) y quenchers (ej:  tetrametilrodamina). El quencher inhibe la fluorescencia del fluoróforo cuando es excitado por la fuente de luz del termociclador. De esta forma, mientras que el fluoróforo y el quencher estén próximos el uno al otro, no habrá señal fluorescente, puesto que el quencher está ejerciendo su actividad inhibidora (Figura 1).

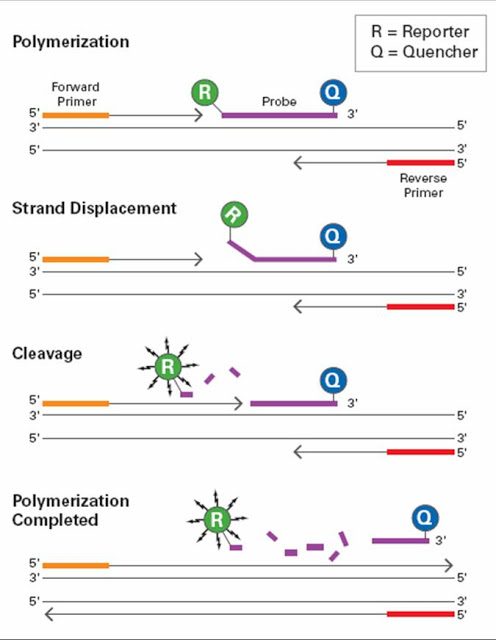
Figura 1: Mecanismo de una sonda TaqMan

Cada sonda TaqMan está diseñada de manera que hibride con una región específica de ADN que va a ser amplificada por un par de oligonucleótidos específicos. A medida que la Taq polimerasa sintetiza la cadena en sentido 5’- 3’ (usando como molde la hebra en sentido 3’- 5’), la actividad exonucleasa 5'-3' de esta misma enzima degrada la sonda TaqMan ya hibridada al ADN. La degradación de la sonda separa el fluoróforo, rompiendo así la proximidad entre este y el quencher, permitiendo así la emisión de fluorescencia. La fluorescencia detectada es directamente proporcional a la cantidad de fluoróforo liberado y, por lo tanto, a la cantidad de ADN de interés presente en el producto de PCR.

## Aplicaciones
Los Ensayos basados en sondas TaqMan se utilizan en PCR cuantitativa en los ámbitos de investigación y laboratorios médicos para:
- Ensayos de expresión génica
- Farmacogenómica
- Genotipado de antígenos leucocitarios humanos (HLA)
- Determinar la carga viral en muestras clínicas (VIH, Hepatitis)
- Ensayos de identificación bacteriana[4]
- Genotipado SNP
- Verificación de los resultados de microarrays